# Гарбузов, Андрей Михайлович
Андрей Михайлович Гарбузов (родился 7 августа 1983 в Красноярске) — российский регбист, фланкер; тренер. Мастер спорта России международного класса. Участник эстафеты олимпийского огня Олимпийских игр в Сочи.

## Карьера

### Клубная
Воспитанник красноярского регби, начал заниматься регби в школе. С 2000 по 2019 год играл за команду «Красный Яр», был её капитаном и ведущим игроком.  В составе «Яра» Гарбузов стал четырехкратным чемпионом России по регби (2000, 2001, 2013, 2015), шестикратным обладателем Кубка России по регби (2003, 2006, 2011, 2013, 2015, 2018, 2019), обладателем Суперкубка России по регби (2016). Участник «матча звезд» российской Суперлиги 2013 года. В 2020 году перешел из «Красного Яра» в «ВВА-Подмосковье». Отыграв за «военлетов» один сезон, объявил о переходе в ЦСКА (Москва).

### В сборной
В сборной России дебютировал 26 февраля 2005 в Тимишоаре против Румынии. Провёл 65 игр, набрал 30 очков. 50-ю игру провёл 15 ноября 2013 против Японии. Участник Кубка мира по регби 2011 и 2019 годов.
22 февраля 2019 года в матче Россия-Португалия провел свой 100 матч.
В 2008 году участвовал в чемпионате Европы по регби-7 в Ганновере (9-е место).